# Carlão (ur. styczeń 1986)
Carlão, właśc. Carlos Roberto da Cruz Júnior (ur. 19 stycznia 1986 w São Paulo) – brazylijski piłkarz występujący na pozycji lewego obrońcy.

## Kariera klubowa
Carlão rozpoczął piłkarską karierę w Corinthians Paulista w 2005 roku. W Corinthians występował do 2008 roku. Z klubem z São Paulo zdobył mistrzostwo Brazylii w 2005 roku. Od 17 lipca 2008 do lata 2014 był zawodnikiem francuskiego FC Sochaux-Montbéliard. W 2014 przeszedł do APOEL FC.
| Sezon   | Klub                   | Kraj     | Rozgrywki                   | Mecze | Bramki | Rozgrywki kontynentalne   | Mecze | Bramki |
| ------- | ---------------------- | -------- | --------------------------- | ----- | ------ | ------------------------- | ----- | ------ |
| 2006    | Corinthians Paulista   | Brazylia | Serie A                     | 4     | 0      | –                         | –     | –      |
| 2007    | Corinthians Paulista   | Brazylia | Serie A                     | 11    | 0      | –                         | –     | –      |
| 2008/09 | FC Sochaux-Montbéliard | Francja  | Ligue 1                     | 25    | 0      | –                         | –     | –      |
| 2009/10 | FC Sochaux-Montbéliard | Francja  | Ligue 1                     | 16    | 0      | –                         | –     | –      |
| 2010/11 | FC Sochaux-Montbéliard | Francja  | Ligue 1                     | 24    | 1      | –                         | –     | –      |
| 2011/12 | FC Sochaux-Montbéliard | Francja  | Ligue 1                     | 21    | 0      | Liga Europy               | 2     | 0      |
| 2012/13 | FC Sochaux-Montbéliard | Francja  | Ligue 1                     | 15    | 0      | –                         | –     | –      |
| 2013/14 | FC Sochaux-Montbéliard | Francja  | Ligue 1                     | 27    | 1      | –                         | –     | –      |
| 2014/15 | APOEL FC               | Cypr     | Protathlima A’ Kategorias   | 20    | 0      | Liga Mistrzów             | 10    | 0      |
| 2015/16 | APOEL FC               | Cypr     | Protathlima A’ Kategorias   | 25    | 2      | Liga Mistrzów Liga Europy | 5 6   | 0 1    |
| 2016/17 | APOEL FC               | Cypr     | Protathlima A’ Kategorias   | 15    | 0      | Liga Mistrzów Liga Europy | 6     | 0      |
| 2016/17 | Torino FC              | Włochy   | Serie A                     | 4     | 0      | –                         | –     | –      |
| 2017/18 | APOEL FC               | Cypr     | Protathlima A’ Kategorias   | 20    | 0      | Liga Mistrzów             | 8     | 1      |
| 2018/19 | APOEL FC               | Cypr     | Protathlima A’ Kategorias   | 22    | 1      | Liga Mistrzów Liga Europy | 1 6   | 0      |
| 2020    | Ferroviária            | Brazylia | Campeonato Paulista         | 3     | 0      | –                         | –     | –      |
| 2020    | Paysandu SC            | Brazylia | Serie C                     | 3     | 0      | –                         | –     | –      |
| 2021    | Mirassol FC            | Brazylia | Campeonato Paulista         | 4     | 0      | –                         | –     | –      |
| 2021    | Guarani FC             | Brazylia | Serie B                     | 22    | 0      | –                         | –     | –      |
| 2022    | EC Santo André         | Brazylia | Campeonato Paulista         | 12    | 0      | –                         | –     | –      |
| 2022    | Ferroviária            | Brazylia | Serie D                     | 12    | 0      | –                         | –     | –      |
| 2022    | Ituano FC              | Brazylia | Serie B                     | 8     | 0      | –                         | –     | –      |
| 2023    | Ituano FC              | Brazylia | Serie B Campeonato Paulista | 6 4   | 0      | –                         | –     | –      |